# Натхо Амір Адамович
Амір Адамович Натхо (рос. Амир Адамович Натхо; нар. 9 липня 1996, Майкоп) — російський футболіст, півзахисник.

## Клубна кар'єра
Натхо є вихованцем футбольної академії імені Конопльова, серед вихованців якої були Алан Дзагоєв і Артур Юсупов.
Дебютував у другому російському дивізіоні за «Дружбу» (Майкоп) 16 липня 2012 року в грі проти «МІТОСа» з Новочеркаська. Він провів 18 матчів за сезон, забив один гол, зробивши свій внесок у перемогу з рахунком 3–1 над «Аланією» 31 липня того ж 2012 року.
10 липня 2014 року він перейшов до «Барселони» і був включений до її юнацької команди (U-19). 24 листопада він забив свій перший гол у переможному матчі проти АПОЕЛа в Юнацькій лізі УЄФА, який закінчився з рахунком 3:2. Він не пробився в основний склад каталонської команди, в якому грав лише один росіянин за всю її історію, Ігор Корнєєв.
1 вересня 2015 року Натхо повернувся до Росії, підписавши контракт з московським ЦСКА. Його включили до заявки команди на сезон у російській Прем'єр-ліги та Лізі чемпіонів УЄФА. У складі ЦСКА дебютував 23 вересня в матчі Кубка Росії проти іркутського «Байкала».
20 червня 2016 року покинув московський клуб.
29 серпня 2016 року підписав чотирирічний контракт з «Краснодаром», проте вже 19 грудня його вигнали з основної та резервної команд.
11 лютого 2017 року підписав контракт з московським «Локомотивом» .
3 серпня 2018 року підписав дворічний контракт з румунським «Віїторулом».

## Міжнародна кар'єра
Викликався до юнацької збірної Росії (U-16), зіграв 2 матчі, голами не відзначився.

## Особисте життя
Його батько Адам Натхо є колишнім футболістом та футбольним тренером, як і його двоюрідний брат Бібрас Натхо, який виступав за збірну Ізраїлю. Амір за національністю черкес.